# Le Vif/L'Express
Le Vif is een Franstalig Belgisch nieuwsweekblad. Het werd in 1983 opgericht en geldt als het eerste nieuwsweekblad van Franstalig België. Het blad betreft een samenwerking tussen Le Vif en het Franse L'Express.
Het aantal lezers ligt zo rond de 470.000, verder beschikt Le Vif over ongeveer 81.000 betalende abonnees. Hoofdredacteur is Anne-Sophie Bailly. De uitgever is Roularta Media Group.
Le Vif is de Franstalige tegenhanger van het Nederlandstalig-Belgische nieuwsweekblad Knack (eveneens van Roularta Media Group). Beide redacties zijn in Brussel gevestigd en werken soms samen.